# هموفيليا
هُموفيليا(مناليونانية القديمة: φιλία ὁμοῦ: معا وصداقه أو بترجمة حرفيه، «الحب للمماثل») هو مصطلح من مجال علم الاجتماع يصف ميل الشخص إلى تكوين علاقات مع الإنسان المماثل له. هذا الموضوع تم بحثه مرار عديدة في مجال الشبكات وخاصة في مجال الشبكات الاجتماعية. أكثر من مائة دراسات أجريت لبحث الموضوع، وأثبتت هذه الدراسات أن التشابه بين الناس يساعد على خلق علاقة بينهم. وهذا التشابه يشمل الصفات المشتركة مثل العمر، الجنس، الحالة الاجتماعية ودور الشخص في المنظمة التي يعمل بها.
والهموفيليا (homophily) هي كلمة يونانية مشتقة من جزئين: الأول هو هومو ومعناها «معا» والجزء الثاني هي كلمة فيليا ومعناها «الصداقة» والكلمة كاملة تعني ميل الأفراد لتكوين الروابط مع الأشخاص المتشابهين. أو كما يقولون «الطيور على أشكالها تقع». وقد تم اكتشاف التشابه على أساس الخصائص المشتركة  في مجموعة واسعة من الدراسات على الشبكات الاجتماعية. أجريت أكثر من 100 دراسة والتي لاحظت وجود التشابه عل أساس الخصائص المشتركة بشكل أو بآخر، وأيضا أثبتت أن هذه التشابهات تزيد من فرص التواصل. من أمثال هذه التشابهات (العمر أو الجنس أو الصف الدراسة أو حتى الدور الاجتماعي).
الأفراد في علاقات التشابه يتشاركون في بعض السمات مثل المعتقدات والقيم والتعليم مما يعزز ويسهل من تكوين العلاقة وفي المقابل قد تجد أشخاص مغايرين أو علاقات مختلطة.
ولقد تمت دراسة العلاقات المتشابهة في مجال تحليل الشبكات المجتمعية  والتي تعرف باسم الاختلاط المتلائق
في هذه الدراسة يتم تمثيل بعض الخصائص بنقاط على الشبكات الاجتماعية ثم يتم قياس مدى ميل هذه النقاط للترابط مع النقاط التي لديها نفس الخصائص.
أيضا العلاقات المتشابهة في التزاوج عند الحيوانات قد تمت دراستها على نطاق واسع من خلال مجال التطور البيولوجي فيما عرف أيضا بالتزاوج المتلائق.
التزاوج المتلائق هو نمط تزاوج غير عشوائي، إذ يتزاوج فيه الأفراد المتشابهون من حيث الأنماط الجينية أو الظاهرية مع بعضهم البعض بنسبة أكبر من تلك المتوقعة في التزاوج العشوائي. فمثلاً، من الشائع أن يتزاوج الأفراد مع الذين يماثلونهم بحجم الجسد.

## خلفيه
الناس الذين هم في علاقة اشخاص مماثلين لهم  يحملون أيضا خصائص أو صفات مشتركة مثل المعتقدات، القيم، التعليم. الخصائص المشتركة تجعل من السهل على التواصل وإنشاء علاقة. مصطلح عكس«هُموفيليا» هو «هتروفيليا».
هُموفيليا تجلب كثير من الأحيان حتى إلى الزواج بين الأشخاص الذين يحملون خصائص مماثلة، وهي إحدي العوامل التي تؤثر على الخصوبة. حسب الدراسات تبين ان الخصوبة أعلى لدى الأشخاص الذين يقومون بإنشاء علاقة مع أشخاص آخرين الذين يمتلكون خصائص مشتركة.
قامت دراسات الهُموفيليا أيضا في مجال البيولوجيا التطورية عن اتجاه واضح لدى الحيوانات إلى التزاوج مع حيوانات أخرى مماثلة.
قام الباحثون لزرسفيلد ومارتون في عام 1954, بتعريف المصطلح لأول مرة والتمييز بين هُموفيليا حسب االرتبة الاجتماعية وهُموفيليا  حسب القيم. وجد الباحثون أن الأشخاص مع نفس الخصائص من الوضع الاجتماعي هم أكثر عرضة للاتصال وإقامة علاقات بينهم. «الوضع الاجتماعي» يشمل الخصائص الفطرية مثل العرق، الجنس، العمر وكذلك خصائص نكتسبها مع الوقت مثل الدين ومستوى الثقافة. ومع ذلك، هُموفيليا حسب القيم ترتكز على أشخاص يحملون آراء مشابهة، حتى وإذ كان هناك اختلافات في خصائص الوضع لهؤلاء الناس.

## العوامل التي تؤثر على الهُموفيليا
- المسافة الجغرافية – الاشخاص الذين هم على قرب من بعضهم البعض يميلون إلى أن يكون لديهم خصائص مماثلة ويتواصلون مع بعضهم أكثر مقارنة مع اشخاص يتواجدون في اماكن ابعد. لهؤلاء الناس توجد معرفة وتقاليد ثقافية مشتركة، هذه هي العوامل التي تساعد في تشكيل هموفيليا. التقنيات الحديثة مثل الهاتف، البريد الإلكتروني والشبكات الاجتماعية قد تقلل من تأثير المسافة ولكن لا تلغيها تماما.
- علاقات عائليه – العلاقات العائليه تصنع علاقات متينه لفترات طويله حتى وان تواجدوا في اماكن جغرافيه بعيدة. رغم انه هذه العلاقات تميل إلى الركود تدريجيا مع الوقت.
- المنظمات - المدرسة، العمل، العمل التطوعي يتيحون لنا إنشاء العديد من العلاقات الجديده.

وقد أظهرت الأبحاث أنه عندما تكون هناك تشابه بين الأفراد في مجموعة معينة ذلك يعزز من التعاون في هذه المجموعة. وأظهرت دراسة أخرى أن الهُموفيليا تخلق التسامح والتعاون في المجالات الاجتماعية المختلفة. هناك دراسات تبين أن الهُموفيليا تساعد الناس على الوصول إلى المعلومات وتنفيذ الابتكار وخلق الآراء والقواعد الاجتماعية. علاقة الهُموفيليا بالجنس والعمر ليست قويه نسبة إلى علاقتها بـالعرق.
مارسدن (1988) وجد هُموفيليا بين مختلف الفئات العمرية. نجد علاقة قوية بين العمر والميول إلى الاختلاط مع الآخرين. على سبيل المثال كلما كان فارق الأعمار بين شخصين أكبر، كلما قلت امكانية  مناقشة ومحاورة قضايا هامة مع بعضهم.

## هُموفيليا في الشبكات الاجتماعية
تأثير الهُموفيليا فيالشبكات الاجتماعية نراها بطريقتين: تأثير على  نمو وتطور الشبكة الاجتماعية وثانيا ميل الاشخاص للتأثير على اشخاص اخرين يشاركنهم صفات معينه.
وجدوا كريستاكيس وفاولر في كتابهم «متصلون»، أن شبكات الاجتماعية هي ديناميكية، وعناصرهم تميل إلى الانضمام إلى مكونات أخرى مماثلة. الناس تصمم شبكة الاتصال الخاصة بهم بحسب شخصياتهم: أحدي المبادئ التوجيهية التي يقوم الناس ببناء شبكات التواصل الاجتماعية بحسبها هو الهُموفيليا. مكونات الشبكة تبحث عن شريك مع نفس المكونات من أجل مصالحهم الخاصة وتاريخهم المشترك. هذا هو السبب، على سبيل المثال للمحاولات الفاشلة لتفريق السكان من مكان معين، وأوضحت الدراسات أيضا ان الناس الذين يحملون خصائص مماثلة تميل إلى أن تعيش في نفس البيئة أو المنطقة الجغرافية. في دراسة أجريت من قبل المؤلفين كريستاكيس وفاولر، اتضح أن هناك احتمال 52% أن اثنين من أحد معارف مواطن أمريكي يعرفون بعضهم البعض. استنتاجه هو أن الشبكة الاجتماعية تؤثر بشكل كبير على تصميم حياتنا، وعلى خياراتنا وتجعلنا متشابهين جدا لكثير من الناس وتجعل لدينا أحلام مشتركة.

## هُموفيليا وفقا للعرق
تبرز اليوم في الشبكات الاجتماعية  تميز الاشخاص وفقا للعرق والانتماء العرقي. في مجموعات صغيرة هناك فروق قليله بسبب قلة عدد أعضاء المجموعة، لذلك في مجموعات من الأقليات العرقية لوحظت هُموفيليا بكثافة عالية. هناك علاقة بين الانتماء العرقي وبين مستوى التعليم ومجالات العمل، مما يزيد من الهُموفيليا الأساسية في المجموعات. الهُموفيليا العرقية تشهد على أهمية العرق كمعيار لإنشاء علاقات، وعلى تحديد أو حذف حدود  العرقية.
الشبكات مثل فيسبوك، تخلق جو هُموفيلي. عندما يحبون المستخدمين مقال أو نشر أيديولوجية معينه، الخوارزميات التابعة لفيسبوك تستمر في عرض رسائل من نفس الأيديولوجية (الاعتقاد بأن الشخص  يريد أن يراها). هذا النوع من هُموفيليا قد تزيد الفجوات في الشبكات الاجتماعية على الإنترنت وخلق وضعيه فيها فقط الناس مع أيديولوجية مماثلة يمكنهم التواصل مع بعضهم البعض.
دراسة أجراها البروفيسور ريتشارد فريمان، وهو خبير اقتصادي في جامعة هارفارد، ووي هوانغ بحثوا  تأثير التنوع في العمل، وسوق المنشورات الأكاديمية. درسوا مئات الآلاف من المقالات العلمية التي نشرت في عدد كبير من المجلات لمدة 28 عاما. وصنفوا المؤلفين وفقاً لأصلهم حسب اسم العائلة. خوارزمية خاصة فحصت أسماء المؤلفين وحددت من بينهم يعود اصلهم إلى الصين، اليابان، كوريا، الفيتنام، الهند أو اللاتينيين، ومن منهم الذين  يحملون أسماء أمريكية «نقية». وهكذا  تصنف المؤلفين لنوعين: مختلطين وموحدين. وجدت الدراسة أن المؤلفين الرائدين هم االأمريكيون في كثير من الأحيان العمل مع الشركاء عرقية مماثلة. وقد حدد الباحثون وجود صلة بين مستوى التنوع من فرق البحث وجودة نتيجة العمل. فرق موحده وهُموفيليه التي فيها أفراد المجموعة تحمل صفات مشتركة، كانت المساهمة العلمية  لنتائج أبحاثهم أقل من المتوسط؛ ونشروا نتائج أبحاثهم  في مجلات ذات اقل اهميه. ومن جهة أخرى الفرق المختلطة من ناحية أفرادها،  قد أنتجت بحوثا ذات جودة أفضل، التي نشرت في مجلات ذات اهمية أكبر، وكانت قاعدة لمزيد من الدراسات في المستقبل. الاتصال أيضا لوحظ بالعكس: كلما كانت الإنجازات لباحث معين مثيرة أكثر، تزداد الامكانيه من كونه ينتمي لفريق بحث مختلط من ناحية أفراده. أيضا كون الباحثون ينتمون لمختلف المؤسسات الأكاديمية رفعت مؤشر جودة عملهم. التعاون بين الباحثين من مختلف الجامعات ومختلف البلاد أدت إلى نتيجة عمل أكاديمي ذات جودة أفضل وناجع أكثر، أكثر في المتوسط من تلك التي نمت في التعاون بين الباحثون من نفس المؤسسة، حتى لو كان البحث في أفضل الجامعات في العالم.

## الأنواع والأبعاد

### العلاقات الأساسية مقابل زواج المقربين
لاختبار مدى ملائمة علاقات التشابه على أساس الخصائص المشتركة قام الباحثون بالتمييز بين العلاقات المتشابهة لـ «الأساسية» وبين العلاقات المتشابهة لـ «زواج الأقارب».
فالأولى هي العلاقات المتشابهة التي يتم توقعها عن طريق الصدفة نظرا لوجود توزيع متفاوت بين أشخاص لديهم سمات متنوعة كثيرة. والثانية هي مقدار علاقات التشابه والتي تكون فوق هذه القيمة المتوقعة، وعادة مايرجع ذلك إلى التفضيلات الشخصية والاختيارات.

### الحالة مقابل القيمة
قدم ليزرسفيلد ومرتون في صيغتهم الرئيسية عن علاقات التشابه على أساس الخصائص المشتركة في عام 1954 بالتمييز بين علاقة تشابه «حالة» و «قيمة».
ويجد المؤلفون أن الأشخاص الذين يتمتعون بخصائص اجتماعية متماثلة يرجح أنهم يربطون بعضهم ببعض أكثر من كونه مجرد صدفة. «الحالة» تشمل كلا من السمات المرجعية مثل السلالة والعرق والجنس والعمر والخصائص المكتسبة مثل الدين والتعلم.
وفي المقابل تجد «القيمة» وهي عندما تنطوي على الارتباط مع الآخري الذين يفكرون بنفس الطريقة بغض النظر عن الاختلافات في خصائص الحالة.

### السلالة والعرق
الشبكات الاجتماعية في الولايات المتحدة اليوم تنقسم بشدة على أساس السلالة والعرق. والتي تمثل أكبر نسبة في علاقات التشابه لزواج المقربين (على الرغم من أن تصنيف مثل هذه المعايير يمكن أن تكون مشكلة في علم الاجتماع بسبب غموض الحدود والتعاريف المختلفة للعرق)
والمجموعات الأقل عددا تكون أقل اختلافا بسبب عدد الأفراد. وهذه يميل بالكفة نحو إعطاء المجموعات الأقل في المجموعات العرقية أحتمالية أعلى من علاقات التشابه الأساسية.
السلالات والأعراق ترتبط بالتحصيل التعليمي والمهن مما يزيد من فرص العلاقات المتشابهة «الأساسية» فيما بعد.

### الجنس والنوع الاجتماعي
فيما يتعلق بالجنس والنوع الاجتماعي فإن علاقات التشابه الأساسية في الشبكات الاجتماعية تنخفض بشدة مقارنة بالعلاقات التشابه العرقية. وكثيرًا ما يعيش الرجال والنساء معا وهم يكونون مجتمعات كبيرة متساوية الحجم. وأغلب علاقات التشابه الجنسية هي من النوع تزاوج المقربين.

### العمر
أغلب علاقات التشابه العمرية هي علاقات أساسية.
وقد وجد مرسدن 1988 نمطا مثيرا للاهتمام لعلاقات التشابه العمرية وزواج المقربين لمجتمعات مختلفة الأعمار. وأشار إلى وجود علاقة قوية بين عمر الشخص وبين المسافة المجتمعية للأشخص الآخرون للوثوق به. على سبيل المثال فكلما كانت الفجوة العمرية بين شخصين كبيرة كلما كانت مقدار الثقة من الأشخاص الأصغر عمرا أقل لمناقشة الأمور المهمة.

### الدين
يعزي علاقات التشابه التي تكون على أساس ديني إلى علاقات أساسية وزواج مقربين.

### التعليم والمهنة والطبقة الاجتماعية
العائلات التي تأخذ أصل الميلاد بعين الاعتبار بشكل كبير فهذا يندرج تحت علاقات التشابه الأساسية فيما يتعلق بالتعليم والمهنة والمكانة الاجتماعية.

### وسائل الإعلام الاجتماعية وعلاقات التشابه
وبما أن الشبكات الاجتماعية تنقسم بشكل كبير حسب العرق فإن شبكات التواصل الاجتماعي مثل الفيسبوك تعزز علاقات التشابه على أساس الخصائص المشتركة.
فعندما يقوم مستخدم الفيسبوك بالإعجاب أو بالتفاعل مع مقال أو منشور ذو أيدولوجيا معينة. فيستمر الفيسبوك بإظهار المنشورات الأخر التي تحمل نفس الأيدولوجيا لهذا المستخدم.
ففي الورقة البحثية بعنوان طيور الريشة: علاقات التشابه على أساس الخصائص المشتركة فقد قام كلا من مكفيرسون وسميث لوفين وكوك بكتابة أن الشبكات الشخصية المتجانسة تؤدي إلى عوالم اجتماعي محدودة بطريقة لها آثار قوية على المعلومات التي تتلقاها والمواقف والتفاعلات التي يواجهونها.
مثل هذا النوع من علاقات التشابه يمكن أن تعزز من الانقسام وتكوين مايعرف بغرف صدى الصوت على شبكات التواصل الاجتماعي؛ حيث يتفاعل الناس من الأيدولوجيات المتشابهة فقط مع بعضهم البعض.

## الاسباب

### الجغرافية
غالبا ما ترتفع معدلات علاقات التشابه الأساسية عندما يكون الناس الذين يقعون في أماكن قريبة لديهم خصائص متشابهة. فالناس أكثر عرضة للاتصال مع أولئك الذين يكونون قريبون جغرافيا عن أولئك الذين هم بعيدون. وقد خفضت التكنولوجيا مثل الهواتف والبريد الإلكتروني وشبكات التواصل الاجتماعي من فرص القضاء على هذا التأثير.

### الروابط العائلية
غالبا ما تنتج العلاقات الأسرية اتصالات وثيقة ومتكررة نسبيا بين أولئك الذين هم على مسافات جغرافية بعيدة. وقد تميل هذه الالعلاقات إلى التحلل ببطؤ ولكن يمكن أيضا أن إعادة هيكلة هذه العلاقات بشكل كبير عندما تحدث زيجات جديدة.

### المنظمات
توفر المدرسة وأماكن العمل والأنشطة التطوعية الغالبية العظمى من الروابط الغير أسرية. كما تدعم العديد من الصداقات والعلاقات الوطيدة والعلاقات الاجتماعية التي يتم تكوينها داخل المجموعات التطوعية. التجانس الأساسى لمعظم المنظمات يخلق علاقات تشابه أساسية في شبكة العلاقات التي تكونت بها.